# Pit Fighter 2 – The Beginning
Pit Fighter 2 – The Beginning (Originaltitel: The Honorable, Alternativtitel: Doorman) ist ein US-amerikanischer Actionfilm von Jesse V. Johnson aus dem Jahr 2002. Die deutsche Verleihfirma betitelte ihn als Prequel von Pit Fighter, er entstand jedoch drei Jahre früher. Bis auf Hauptdarsteller und Regisseur gibt es auch keine weiteren Gemeinsamkeiten.

## Handlung
Andre Siegel war Soldat der Fremdenlegion. Nachdem seine Einheit 1992 in Westafrika fast vollständig ausgelöscht wurde, versucht er in Los Angeles einen Neuanfang. Er arbeitet unter Gangsterboss Junior Lopez als Türsteher in dessen nachtclub. Sein Vorgesetzter ist der Hüne Rex, der ihm auch wichtige Tipps für den Job mitgibt. Im Nachtclub lernt er die bezaubernde Janie kennen, in die er sich verliebt. Doch die Beziehung scheitert. Janie bändelt mit Junior an, da dieser ihr verspricht ihre Karriere als Schauspielerin zu fördern. Doch Junior spielt nur mit ihr.
Andre schwankt zwischen Loyalität zu seinem Boss und der Liebe zu Janie. Als er bei einem Überfall einer verfeindeten Bande schwer verletzt wird, steigt er in der Gunst von Junior auf. Er erledigt nach seiner Genesung einige illegale Aufträge für Junior, wird aber beständig mit seiner Exfreundin konfrontiert. Als Janie in seinem Beisein von Junior verprügelt wird, wird er handgreiflich und verliert seine Stellung als Türsteher. Rex vermittelt ihm daraufhin eine neue Stelle. Zufällig bekommt er mit, wie Junior Janie zum Anschaffen schickt. Er versucht sie zu retten, doch ihr Freier wirft sie vorher schwer verletzt aus dem Auto.
Andre kümmert sich um sie und plant einen Racheakt. Als er versucht Juniors Haus zu stürmen, wird er gefangen genommen. Er kann sich jedoch befreien und einem der Wachen seine Uzi entwenden. Er erschießt alle Anhänger von Junior. Als Junior jedoch an der reihe ist, ist die Munition aufgebraucht. Junior reißt eine AK-47 hoch und schießt auf Andre. Danach sticht er mit seinem Springmesser auf ihn ein.
Einen Tag später kehrt Janie zu ihrer Mutter zurück. Junior wird vor seinem Nachtclub erschossen. Die letzte Szene zeigt einen schwer verletzten, aber lebenden Andre im Krankenhaus.

## Produktion
Die Direct-to-DVD-Produktion wurde mit einem Budget von 50.000 US-Dollar abgedreht und im Mai 2002 in den Vereinigten Staaten veröffentlicht. In Deutschland erschien der Film 2007 als Leih- und 2008 als Kauf-DVD.

## Kritik
„Überaus harter Actionfilm, der den belgischen Martial-Arts-Sportler Dominique Vandenberg als Nachfolger seines Landsmanns Jean-Claude van Damme etablieren soll.“